# Acraea mediafra
Acraea mediafra är en fjärilsart som beskrevs av Stoneham 1936. Acraea mediafra ingår i släktet Acraea och familjen praktfjärilar. Inga underarter finns listade i Catalogue of Life.